# Drets del col·lectiu LGBT a Guinea

Aquest és un article sobre els drets LGBT a Guinea. Les persones lesbianes, gais, bisexuals i transsexuals a Guinea han d'afrontar reptes legals que no experimenten els residents no LGBT. L'activitat sexual masculina i femenina amb persones del mateix sexe és il·legal a Guinea.

## Llei sobre l'activitat sexual del mateix sexe
El Codi Penal de Guinea estableix el següent.
- Article 325.

Qualsevol acte indecent o acte contra natura comès amb un individu del mateix sexe serà sancionat amb un empresonament de sis mesos a tres anys i una multa de 100.000 a 1.000.000 de francs guineans. Si l'acte es va cometre amb un menor d'edat menor de 21 anys, s'ha de pronunciar la sentència màxima. Si l'acte va ser consumat o intentat amb violència o intent de violència, el culpable serà condemnat a cinc o deu anys de presó.
- Article 326.

Una indecència pública es defineix com qualsevol acte intencional compromès públicament i que pot ofendre la decència i els sentiments morals d'aquells que són els seus testimonis involuntaris.
- Article 327.

Qualsevol persona que hagi comès una indecència pública serà sancionada per tres mesos a dos anys de presó i una multa de 50.000 a 450.000 francs guineans o simplement per un d'aquests dos càstigs.
 Quan un grup d'individus comet un acte indecent, es duplicaran les penalitzacions descrites al primer paràgraf de l'article actual.

## Adopció de nens
Una parella casada per un mínim de cinc anys o una persona soltera que tingui almenys 30 anys pot optar per adoptar un nen guineà si hi ha almenys 15 anys entre l'edat del nen i l'edat del pare adoptant. La llei guineana no especifica que les persones LGBT no siguin aptes per adoptar.

## Condicions de vida
L'Informe de Drets Humans de 2011 del Departament d'Estat dels Estats Units va trobar que el 2011,
| « | Hi havia profunds tabús socials, religiosos i culturals contra la conducta homosexual. No hi havia informes oficials o d'ONG de discriminació contra individus basats en la seva orientació sexual o identitat de gènere. No obstant això, durant la inauguració de l'Oficina de l'Alt Comissionat per als Drets Humans a Conakry 2010, el primer ministre va anunciar la seva convicció que l'activitat sexual consensual del mateix sexe és incorrecta i hauria de ser prohibida per la llei. També va dir que l'orientació sexual no s'ha de considerar com un dret humà bàsic. No hi havia organitzacions actives lesbianes, gais, bisexuals o transsexuals. | » |

## Taula resum
| Activitat sexual legal amb el mateix sexe                     | (Pena: fins a 3 anys de presó i multes de 100.000 a 1.000.000 de francs guineans) |
| Mateixa edat de consentiment                                  | No                                                                                |
| Lleis antidiscriminació a la feina                            | No                                                                                |
| Lleis antidiscriminació en la prestació de béns i serveis     | No                                                                                |
| Matrimoni del mateix sexe                                     | No                                                                                |
| Lleis antidiscriminació en el discurs de l'odi i la violència | No                                                                                |
| Reconeixement de les parelles del mateix sexe                 | No                                                                                |
| Adopció de fillastres per parelles del mateix sexe            | No                                                                                |
| Adopció conjunta per parelles del mateix sexe                 | No                                                                                |
| Prestació de servei militar per gais i lesbianes              |                                                                                   |
| Dret legal a canviar de gènere                                | No                                                                                |
| Accés a la fecundació in vitro per lesbianes                  | No                                                                                |
| Subrogació comercial per a parelles d'homes homosexuals       | No                                                                                |
| Permís per donar sang als MSMs                                | No                                                                                |